# Trachypithecus francoisi
Trachypithecus francoisi är en däggdjursart som först beskrevs av Eugene de Pousargues 1898.  Trachypithecus francoisi ingår i släktet Trachypithecus och familjen markattartade apor. IUCN kategoriserar arten globalt som starkt hotad. Inga underarter finns listade. Det svenska trivialnamnet Francois bladapa förekommer för arten.

## Utseende
Denna primat har en svart päls. Det finns bara vita strimmor från mungiporna till öronen. Håren på huvudets topp är uppåtriktade liksom en tofs. Hanar är med en kroppslängd (huvud och bål) av 55 till 64 cm, en svanslängd av 82 till 96 cm och en vikt av 6,5 till 7,2 kg större än honor. De senare blir 47 till 59 cm lång (huvud och bål), har en 74 till 89 cm lång svans och är 5,5 till 5,9 kg tung. Arten har ganska smala händer och fötter. Ungar föds med blek orange päls och de väger vid födelsen cirka 0,5 kg. Liksom hos andra arter av samma släkte är magsäcken uppdelat i flera kamrar.

## Utbredning och habitat
Trachypithecus francoisi förekommer i södra Kina och i norra Vietnam. Arten vistas i låglandet och i låga bergstrakter (upp till 1500 meter över havet) som ofta bildas av karstklippor. Habitatet utgörs av fuktiga skogar.

## Ekologi
Individerna äter främst blad som kompletteras med blommor, frukter, bark och unga växtskott. De vilar ofta i grottor. Honor kan para sig vartannat år och per kull föds allmänt ett enda ungdjur.
En hane, flera honor och deras ungar bildar en flock som har 4 till 27 medlemmar. Inom flocken etablerar honorna en hierarki. Dessutom finns ungkarlsflockar. Individerna rör sig på fyra fötter i träd. De är främst aktiva på dagen. En hona ger sin unge di. Annars deltar alla honor som ingår i flocken i ungens uppfostring. Ungarna blir efter tre till fyra år könsmogna och hanar måste vid denna tid lämna flocken.